# Hayes Carll

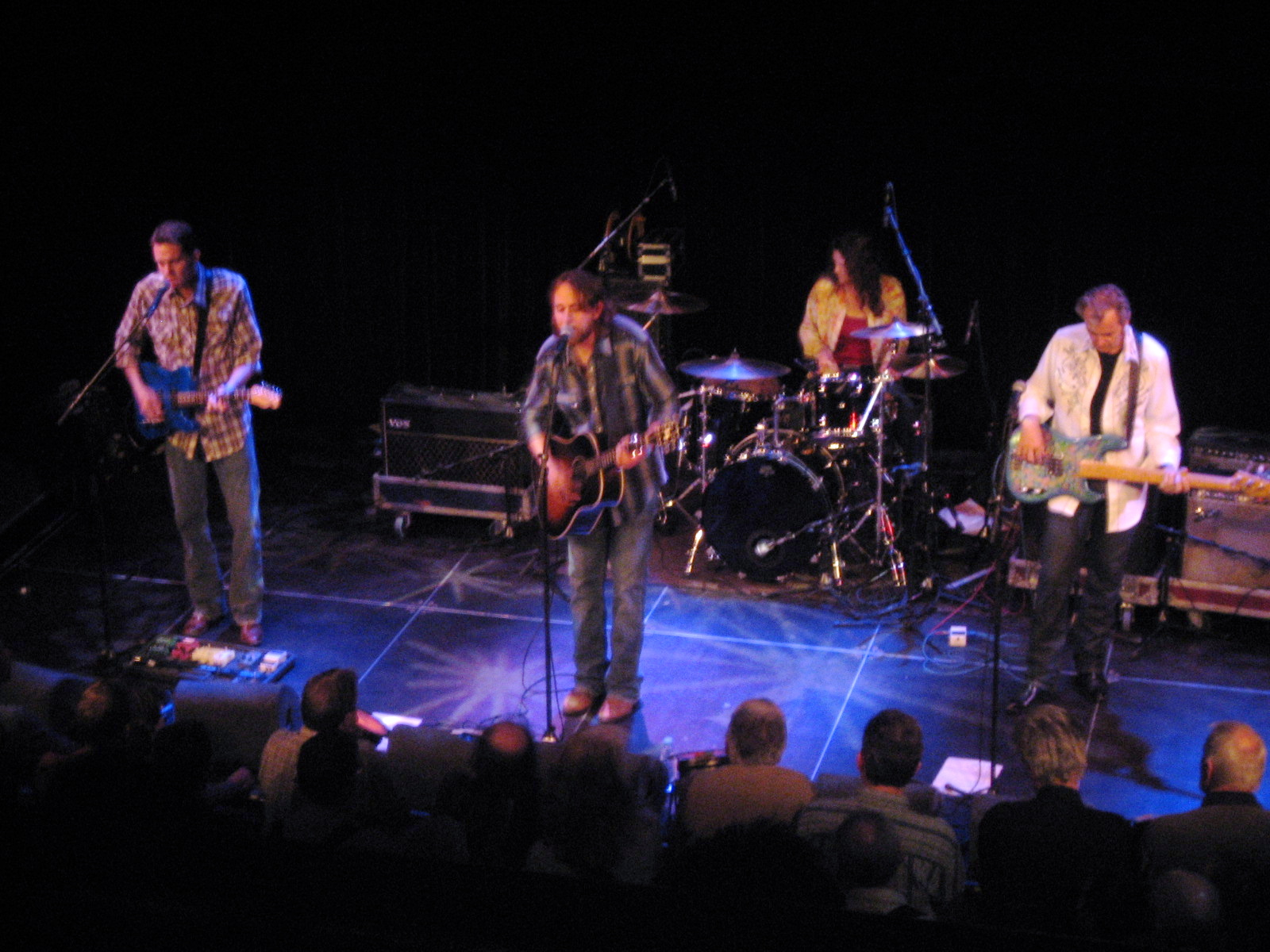
Hayes Carll in de kleine zaal van Vredenburg tijdens het Blue Highways festival in 2006

Joshua Hayes Carll, bekend als Hayes Carll (9 januari 1976), is een countryzanger en songwriter uit The Woodlands in Texas.
Carll groeide op in een voorstad van Houston. Hij noemt bij de invloeden uit zijn jeugd Bob Dylan, Kris Kristofferson, van John Prine tot Jack Kerouac en Dead Poets Society. Op z'n 15e kreeg hij z'n eerste gitaar. Hij studeerde geschiedenis aan het Hendrix College in Conway (Arkansas). Hij begon zijn eigen liedjes te zingen in de lokale kroegen.
Hij verhuisde naar Austin, met zo weinig succes dat hij stofzuigers van deur tot deur moest gaan verkopen. Nadat hij terug naar huis was gegaan kon hij regelmatig optreden.
Carll kreeg een platencontract bij Compadre Records, wat resulteerde in Flowers and Liquor in 2002. De pers noemde hem de beste folk act en de beste nieuwe artiest van 2002.

## Albums
| Jaar | Titel            | Label        | Noten |
| ---- | ---------------- | ------------ | --- |
| 2002 | Flowers & Liquor | Compadre     | |
| 2005 | Little Rock      | Highway 87   | Bucky Baxter contributes instrumentation. |
| 2008 | Trouble in Mind  | Lost Highway | Al Perkins, Chris Carmichael and Will Kimbrough contribute instrumentation throughout this album. With a song joint composed and performed with Darrell Scott. |